# El cigne amenaçat
El cigne amenaçat (en neerlandés: De Zwaan bedreigde) és una pintura a l'oli d'un cigne al voltant de 1650 pel pintor Jan Asselijn pertanyent a l'Edat d'Or holandesa. L'obra es troba en la col·lecció del Rijksmuseum d'Amsterdam als Països Baixos.

## Descripció
La pintura a l'oli està realitzada sobre llenç i té unes mides de 144 centímetres (57 polzades) d'alt i 171 centímetres (67 polzades) d'amplada. El tema de la pintura és un cigne (Cygnus olor) de mida natural, que defensa el seu niu contra un gos. A la part inferior dreta, l'obra està signada amb el monograma "A".
L'any 1800 quan va ser comprada, la pintura va ser interpretada com una al·legoria política del Gran Pensionari (el més alt oficial en les Províncies Unides) Johan de Witt protector del país dels seus enemics. Tres inscripcions s'havien afegit a l'obra: les paraules «de Raad-pensionaris» (el Gran pensionari) entre les potes del cigne, les paraules «de viand van de staat» (l'enemic de l'estat) per damunt del cap del gos a l'esquerra, i el nom de «Holland» (Holanda) en l'ou de la dreta.

## Història
A la dècada de 1790 aquesta pintura es trobava en la col·lecció de Jan Gildemeester i va ser inclòs l'any 1800 per al catàleg pintures -ordenades alfabèticament per l'artista- produïdes per a la seva venda a l'estat, encara que no es va incloure el 1794 la pintura de la col·lecció de Adriaan de Lelie coneguda com la Galeria d'art de Jan Gildemeester Jansz. El catàleg indica que es tracta d'una «al·legoria del Gran Pensionari Witt». La pintura va ser comprada pel marxant d'art Cornelis Sebille Roos per 100 florins per a la Nationale Konst-Gallery de La Haia, en nom del seu director Alexander Gogel. Hi és documentada com la primera compra per part d'aquesta institució.
S'ha especulat que el text blanc que va ser pintat en la pintura es va realitzar durant la guerra de pamflets Witten-Oorlog. La pintura va ser comprada per la Nationale Konst-Gallery de la Haia el 1800 sobre la base de la seva referència al·legòrica, però únicament més tard els visitants[van assenyalar que el pintor havia mort molt abans que l'assassinat dels germans de Witt es portés a terme.

## Europeana 280
Per l'abril de 2016, la pintura El cigne amenaçat va ser seleccionada com una de les deu obres artístiques més importants neerlandesas pel projecte Europeana.